# Studstrup
Studstrup is een plaats in de Deense regio Midden-Jutland, gemeente Aarhus, en telt 876 inwoners (2007).